# Mark Blundell
Mark Blundell, född 8 april 1966 i Barnet, är en brittisk racerförare. Han är numera expertkommentator hos ITV. 

## Racingkarriär
Blundell körde motocross 1980–1983. Därefter sadlade han om till racing och blev direkt framgångsrik i Formel Ford och fick motta Grovewood Award 1984 efter att ha vunnit 25 av 70 FF1600-lopp. 1986 vann han Europatiteln i FF2000 och blev tvåa i det brittiska FF2000-mästerskapet. År 1987 gjorde Blundell något ovanligt när han hoppade direkt till formel 3000, men utöver tre andraplatser stagnerade hans karriär. Han tävlade även i det Brittiska F3-mästerskapet, men även här uteblev framgångarna. År 1990 lämnade Blundell de ensitsiga bilarna och började köra för Nissans sportsvagnsteam och blev också testförare i Williams formel 1-stall. Under 1991 gjorde han formel 1-debut som andreförare för Brabham och 1992 blev han testförare i McLaren. År 1993 blev han förare i Ligier, 1994 i Tyrrell och 1995 i McLaren, där han ersatte Nigel Mansell som slutade under säsongen.
Perioden 1996–2000 körde Blundell CART för PacWest Reynard-stallet i USA. Under 2001–2003 körde han Le Mans 24-timmars och 2003 även Sebring 12-timmars.

## F1-karriär
| Säsong | Stall/Tillverkare | Poäng | Placering |
| ------ | ----------------- | ----- | --------- |
| 1991   | Brabham-Yamaha    | 1     | 19        |
| 1993   | Ligier-Renault    | 10    | 10        |
| 1994   | Tyrrell-Yamaha    | 8     | 12        |
| 1995   | McLaren-Mercedes  | 13    | 10        |

### Trea i F1-lopp
1. Sydafrika 1993
2. Tyskland 1993
3. Spanien 1994